# US 그로세토 1912
우니오네 스포르티바 그로세토 1912(이탈리아어: Unione Sportiva Grosseto 1912 S.s.r.l.)는 짧게 FC 그로세토 SSD라고도 불리며, 토스카나주의 그로세토를 연고로 하는 이탈리아의 프로 축구팀이다. 이 팀은 1912년에 생겨났으며, 애칭은 Grifone (그리폰)이다. 이것은 팀의 엠블럼에서도 확인할 수 있다. 팀의 색깔은 붉은색과 흰색이다. 2015년까지 우니오네 스포르티바 그로세토 FC (U.S. Grosseto F.C.)라는 구단명을 사용했으나, 세리에 D 2015-16 시즌을 앞두고 현재의 명칭으로 변경되었다.

## 선수 명단

### 1군 선수 명단
2013년 1월 31일 현재

참고: FIFA 자격 규정에 따라 소속된 국가대표팀 국기를 표시합니다. 선수는 복수의 FIFA 비회원국 국적을 가지고 있을 수 있습니다.
| 번호 | 포지션 | 국적       | 이름                                      |
| ---- | ------ | ---------- | ----------------------------------------- |
| 1    | GK     |            | 엠마누엘 벨라르디                         |
| 2    | DF     |            | 조반니 프로미코니                         |
| 3    | DF     |            | 사무엘레 올리비                           |
| 4    | DF     | 에콰도르   | 롤프 펠처 (파르마에서 임대)               |
| 5    | MF     | 가나       | 요 아산테                                 |
| 6    | MF     |            | 마르코 크리미                             |
| 7    | MF     |            | 니콜라 만치노                             |
| 8    | DF     | 세네갈     | 토마스 솜                                 |
| 9    | FW     |            | 아르투로 루폴리                           |
| 10   | MF     | 모로코     | 압데르자크 자디드                         |
| 11   | FW     |            | 페데리코 피오바차리 (삼프도리아에서 임대) |
| 12   | GK     |            | 이반 란니                                 |
| 13   | MF     | 나이지리아 | 케네스 오보도                             |
| 14   | DF     |            | 안젤로 이오리오                           |
| 16   | MF     |            | 시모네 에스포리토                         |
| 17   | FW     |            | 엔리 다미안 히메네스 (볼로냐에서 임대)    |
| 18   | FW     |            | 마르코 지오비오                           |
| 19   | DF     |            | 페데리코 바르바 (로마에서 임대)           |

| 번호 | 포지션 | 국적       | 이름                                       |
| ---- | ------ | ---------- | ------------------------------------------ |
| 20   | MF     |            | 마테오 만도를리니 (브레시아에서 임대)      |
| 21   | MF     |            | 다니엘레 콰드리니                          |
| 22   | GK     |            | 누초 프란차                                |
| 23   | DF     | 크로아티아 | 베드란 첼랴크 (삼프도리아에서 임대)        |
| 24   | MF     |            | 다닐로 소디미오 (페스카라에서 임대)        |
| 27   | DF     |            | 마르코 칼데로니                            |
| 28   | FW     | 우루과이   | 가스톤 부르그만 (페스카라에서 임대)        |
| 29   | DF     |            | 엠마누엘레 파델라                          |
| 30   | DF     |            | 줄리오 도나티 (인테르에서 임대)            |
| 31   | MF     |            | 마르첼로 팔제라노                          |
| 32   | DF     |            | 프란체스코 코센차 (프로 베르첼리에서 임대) |
| 33   | DF     |            | 미첼레 리조네                              |
| 34   | DF     |            | 발레리오 폴리오                            |
| 35   | MF     |            | 젠나로 델베키오                            |
| 36   | FW     | 아일랜드   | 슐레이만 쿨리발리 (토트넘에서 임대)        |

## 역대 감독
| 감독            | 임기 |
| --------------- | ---- |
| 마우리치오 사리 | 2010 |
| 주세페 잔니니   | 2011 |

## 우승
- 세리에 C1
  - 우승 (1): 2006–07
- 수페르 코파 디 레가 세리에 C1
  - 우승 (1): 2006–07
- 세리에 C2
  - 우승 (1): 2003–04
- 세리에 D
  - 우승 (3): 1960–61, 1972–73, 1994–95
  - 준우승 (1): 2001–02
- 에첼렌차 토스카나
  - 준우승 (1): 1997–98
- 프로모치오네 토스카나
  - 우승 (1): 1996–97